# العلاقات المارشالية السيشلية
العلاقات المارشالية السيشلية هي العلاقات الثنائية التي تجمع بين جزر مارشال وسيشل.

## مقارنة بين البلدين
هذه مقارنة عامة ومرجعية للدولتين:
| وجه المقارنة                                              | جزر مارشال                     | سيشل                                                |
| --------------------------------------------------------- | ------------------------------ | --------------------------------------------------- |
| المساحة (كم2)                                             | 181                            | 459                                                 |
| عدد السكان (نسمة)                                         | 53.13 ألف                      | 95.84 ألف                                           |
| الكثافة السكانية (ن./كم²)                                 | 29.35 ألف                      | 20.88 ألف                                           |
| العاصمة                                                   | ماجورو                         | فيكتوريا                                            |
| اللغة الرسمية                                             | لغة إنجليزية، اللغة المارشالية | لغة فرنسية، لغة إنجليزية، اللغة الكريولية السيشيلية |
| العملة                                                    | دولار أمريكي                   | روبية سيشلية                                        |
| الناتج المحلي الإجمالي (بليون دولار)                      | 199.40 مليون                   | 1.49 مليار                                          |
| الناتج المحلي الإجمالي (تعادل القوة الشرائية) بليون دولار | 207.25 مليون                   | 2.54 مليار                                          |
| الناتج المحلي الإجمالي الاسمي للفرد دولار أمريكي          | 3.38 ألف                       | 15.48 ألف                                           |
| الناتج المحلي الإجمالي للفرد دولار أمريكي                 | 3.80 ألف                       | 26.42 ألف                                           |
| مؤشر التنمية البشرية                                      |                                | 0.772                                               |
| رمز المكالمات الدولي                                      | +692                           | +248                                                |
| رمز الإنترنت                                              | .mh                            | .sc                                                 |
| المنطقة الزمنية                                           | ت ع م+12:00                    | ت ع م+04:00                                         |

## منظمات دولية مشتركة
يشترك البلدان في عضوية مجموعة من المنظمات الدولية، منها:
| علم المنظمة | اسم المنظمة                                 | تاريخ انضمام جزر مارشال | تاريخ انضمام سيشل |
| ----------- | ------------------------------------------- | ----------------------- | ----------------- |
|             | تحالف الدول الجزرية الصغيرة                 | ?                       | ?                 |
|             | البنك الدولي للإنشاء والتعمير               | 21 مايو 1992            | 29 سبتمبر 1980    |
|             | يونسكو                                      | 30 يونيو 1995           | 18 أكتوبر 1976    |
|             | الاتحاد الدولي للاتصالات                    | 22 فبراير 1996          | 17 سبتمبر 1999    |
|             | مؤسسة التمويل الدولية                       | 23 سبتمبر 1992          | 11 يونيو 1981     |
|             | منظمة الشرطة الجنائية الدولية               | ?                       | 1 سبتمبر 1977     |
|             | الأمم المتحدة                               | 17 سبتمبر 1991          | 21 سبتمبر 1976    |
|             | مجموعة دول أفريقيا والكاريبي والمحيط الهادئ | ?                       | ?                 |
|             | منظمة حظر الأسلحة الكيميائية                | ?                       | 29 أبريل 1997     |